# Abscesso dental

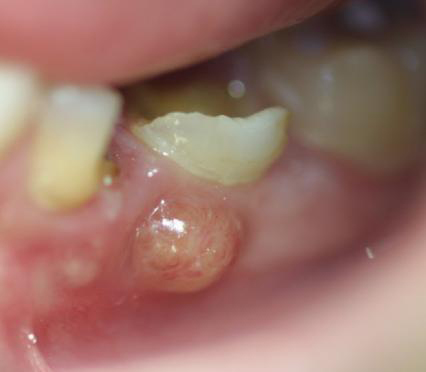
Abscesso envolvendo primeiro molar decíduo inferior. Observa-se extensa destruição coronária e a formação de parúlide (nódulo de coloração vermelho-amarelada com pus dentro) indicando a presença de um abscesso periapical.

O abscesso dental é um acúmulo localizado de pus, associado a um dente. Ele pode ter diversas causas, sendo classificado a partir de sua origem:
- Abscesso periapical: resultado de uma infecção localizada no periápice de um dente, ligado à necrose pulpar;
- Abscesso periodontal: tem origem em uma bolsa periodontal;
- Abscesso gengival: um abscesso de origem periodontal que envolve apenas a gengiva (tecidos moles);
- Abscesso pericoronal: envolvendo o tecido pericoronário, relacionado à pericoronarite
- Abscesso endo-perio: resultado de uma combinação entre o abscesso periapical e o abscesso periodontal.

## Sinais e sintomas

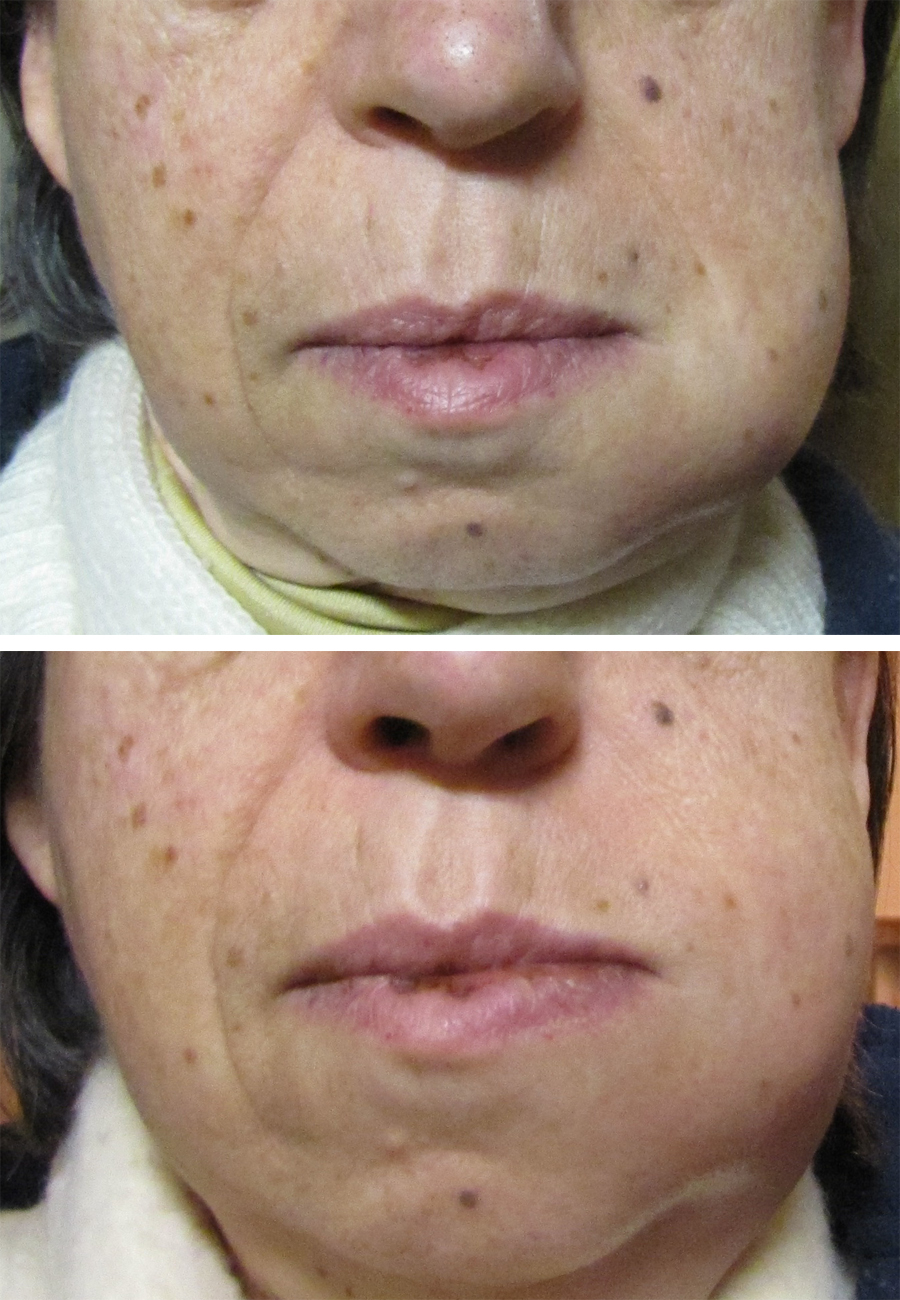
Abscesso dental afetando o lado esquerdo do rosto, com edema de face no segundo dia (primeira foto) e terceiro dia (segunda foto).

O abscesso dental apresenta dor contínua extrema, crescente e pulsante, com uma dor que se torna insuportável à percussão. A área ao redor do dente afetado pode ser sensível à palpação e com edema. O dente em si pode sofrer descoloração, fratura ou sua gengiva estar avermelhada e com edema.
Um abscesso agudo apresenta sintomatologia mais intensa, pela ausência de drenagem, e abscessos crônicos tendem a ser assintomáticos: a formação de uma fístula permite a drenagem do pus e o alívio da pressão nos tecidos dentários.
Em alguns casos, o abscesso dental pode perfurar a cortical óssea e começar a drenar nos tecidos adjacentes, criando edema de face ou até mesmo linfadenopatia.
Sinais e sintomas comuns dos abscessos dentais incluem:
- Dor à palpação e percussão;
- Eritema facial;
- Trismo;
- Disfagia;
- Febre;
- Linfadenopatia.

Dispneia e estado mental alterado são sinais e sintomas que podem apontar para um comprometimento sistêmico grave e constituem emergência médica.

## Aspectos radiográficos
Normalmente, os abscessos dentais não aparecem radiograficamente, mas abscessos de tamanho exuberante ou de longa data podem se apresentar como lesões radiolúcidas de limites mal definidos.
A técnica de escolha é a radiografia periapical, mas a radiografia oclusal pode ser empregada, assim como a panorâmica, a última para pacientes com limitação da abertura bucal.

## Causas
O  abscesso é um acúmulo localizado de pus, uma substância composta por células mortas, resíduos, neutrófilos e macrófagos. Ele se desenvolve em resposta a patógenos e inflamação.
Os abscessos dentais podem ser relacionados a diversas causas, a depender do tipo:
- Abscesso periapical: lesão de cárie ou trauma resultando em necrose pulpar;
- Abscesso periodontal e gengival: doença periodontal prévia;
- Abscesso pericoronal: pericoronarite;
- Abscesso endo-perio: causas endodônticas (necrose pulpar) e periodontais (doença periodontal).

## Epidemiologia
Os abscessos dentais são comuns, e estima-se que 1 a cada 2600 internações hospitalares em hospitais nos Estados Unidos seja causada por abscessos dentais. Em crianças, esse número sobe para 47%. Fatores que contribuem para higiene oral inadequada como a desigualdade racial e socioeconômica influenciam sua frequência na população.

## Diagnóstico
O diagnóstico deve associar informações coletadas na história clínica, exame clínico e radiográfico.
- História clínica: história prévia de lesões de cárie, trauma, ou de doença periodontal;
- Exame clínico: presença de lesões de cárie, fraturas, profundidade de sondagem (bolsa periodontal);
- Exame radiográfico: presença de perda óssea vertical ou horizontal, presença de rarefação óssea no periápice.

Algumas manobras semiotécnicas podem ter utilizadas para o diagnóstico diferencial entre os tipos de abscesso:
- Teste de sensibilidade pulpar: normalmente positivo nos abscessos periodontais, negativo no abscesso periapical;
- Teste de percussão e palpação: normalmente o abscesso periodontal tende a ser mais sensível na percussão horizontal, e o abscesso periapical na percussão vertical;
- Rastreio de drenagem: abscessos periodontais tendem a drenar o pus pelo ligamento periodontal e sulco gengival, enquanto abscessos periapicais tendem a formar uma fístula próxima ao ápice radicular;
- Rastreio de fístula: essa técnica pode ser utilizada para encontrar qual o dente afetado; ao inserir um cone de guta-percha dentro da parúlide, o caminho do cone leva ao epicentro da lesão e ao ser radiografada, pode-se encontrá-la e facilmente identificar o dente associado.

## Prognóstico e tratamento
O prognóstico é excelente quando tratado, porém o não tratamento implica em mortalidade elevada: a mortalidade pode aumentar em até 40% se o paciente desenvolver mediastinite, assim como comprometimento das vias aéreas, requerendo intubação ou traqueostomia; infecções ascendentes para os seios da face ou para o cérebro possuem um prognóstico mais desfavorável.
Complicações dos abscessos dentais incluem:
- Sinusite odontogênica;
- Celulite;
- Trombose do seio cavernoso;
- Angina de Ludwig;

Dentes com abscesso periapical necessitam de um tratamento endodôntico ou exodontia do dente associado, com ou sem drenagem do abscesso, para resolução dos sintomas. Abscessos periodontais requerem drenagem do abscesso e subsequente terapia periodontal após resolução dos sintomas agudos.